# Erotik (1929)
Erotik, bekannt auch unter dem Originaltitel Erotikon, ist ein tschechisches Stummfilm-Liebesmelodram von Gustav Machatý aus dem Jahre 1929. Ita Rina spielt die Tochter eines einfachen Streckenwärters, die den Verführungen eines eleganten, weltmännischen Städters, gespielt von Olaf Fjord, erliegt.

## Handlung
In einer Nacht mit heftigem Regensturm klopft ein, wie die Embleme auf seinem Koffer verraten, weit gereister Mann an das Häuschen des alten Bahnstreckenwärters. Dieser lässt ihn ein, und man freundet sich bei einer Flasche guten schottischen Whiskys an. Wenig später lernt der Fremde namens George auch die bildhübsche Tochter des Streckenwärters kennen. Andrea ist rasch wie Wachs in den Händen des weltgewandten Städters, der sich als geschickter und einfühlsamer Verführer erweist. Während Andrea sich in ihm den Ritter in der goldenen Rüstung, den Traummann für eine gemeinsame Zukunft erhofft, ist George doch nichts weiter als ein Casanova und Don Juan, für den Andrea nur eine von vielen ist, ein netter Zeitvertreib auf der Durchreise. Am nächsten Morgen zieht George weiter. Während die von ihm vergangene Nacht geschwängerte Andrea geduldig auf eine Nachricht von ihm wartet, gibt sich George in der nächsten Stadt längst neuen Vergnügen und Ausschweifungen hin.
Jahre sind ins Land gegangen, und es ist ein großer Zufall, dass sich George und Andrea wiederbegegnen. Sie hat in der Zwischenzeit den gutsituierten und vornehmen Jan geheiratet, und doch lodert kurz ihr Feuer für George wieder auf, als sie ihn wieder sieht. Es kommt zu kurzen Berührungen, George ist nicht abgeneigt, die alte Bindung wieder aufzufrischen. Doch nun erkennt Andrea den wahren Charakter des notorischen Schwerenöters und Schürzenjägers, dessen Hang, Frauen nachzusteigen, die nicht ihm gehören, am Ende schließlich tödliche Konsequenzen für ihn haben wird. Von einer Revolverkugel eines ebenso deutlich hässlicheren und älteren wie eifersüchtigen Konkurrenten getroffen, sinkt George tot zu Boden. Erst als Andreas Mann seine Frau vielsagend ansieht und diese in seinem Blick endlos viel Liebe zu erkennen meint, drückt Andrea sich an Jans Brust, wissend, dass er der einzige Mann von Bedeutung für sie sein wird.

## Produktionsnotizen
Erotik entstand im Herbst 1928 und im darauffolgenden Winter in der Tschechoslowakei und wurde am 27. Februar 1929 in der tschechoslowakischen Hauptstadt Prag uraufgeführt. In Deutschland lief der Film wenige Monate später, im Mai desselben Jahres, an. 1934 wurde in Österreich eine mit Dialogszenen, Musik und Geräuschen versehene Tonfassung dieses Films unter dem Titel “Das Parfum einer Frau” vertrieben.
Die Filmbauten entwarfen Julius von Borsody und Alexander Hackenschmied.

## Kritiken
Gustav Machatý hatte einmal erklärt, dass ein Filmregisseur keinen Drehbuchautoren brauche, woraufhin der Rezensent im Film-Kurier bissig konterte, dass „Erotikon“ der beste Beweis dafür sei, dass diese These nicht zutreffe.
Jerzy Toeplitz nannte in seiner „Geschichte des Films“ Erotikon einen „psychologischen Film“ und schrieb: „Dieser Streifen hatte nichts mit Stillers gleichnamigem Film gemeinsam; viel eher ist in der Geschichte über die Verführung der Tochter des Streckenwärters durch einen eleganten Herrn aus der Stadt eine Anlehnung an Puschkins „Postmeister“ zu finden. (…) Hätte Machatý es mit einem wertvollen Drehbuch zu tun gehabt, hätte er sein zweifellos vorhandenes Talent nicht mit formalistischen Spielereien vergeudet. Erotikon ist ein Beispiel für filmischen Eklektizismus, es ist ein Gemisch von allen möglichen Stilen und Methoden. Die Szenen im Zug sind auf “russische Art” montiert. Es sind kurze, nebeneinander geschnittene Bildeinstellungen. Für die kammerspielartigen Szenen war Dupont mit seinem Film Varieté Vorbild, die Kamera ist hier in ununterbrochener Bewegung gehalten. Die Stars wurden hier nach “Hollywooder Art”, das heißt “süßlich” fotografiert (…) Den kosmopolitischen Eklektizismus in der Filmform hat die Besetzung mit ausländischen Schauspielern noch ergänzt: mit dem Schweden [sic !] Olaf Fjord, der Jugoslawin Ita Rina, dem Italiener Luigi Serventi und der Deutschen Charlotte Susa.“
Im Hamburger Echo war zu lesen: „Es bleibt unangenehm deutlich, daß es sich in erster Linie um ein Spiel mit erotischen Sensationen handelt. Pikant und delikat aufgetischt, werden sie vielen schmecken, Ita Rina und Charlotte Susa, die Trägerinnen der Hauptrollen, wissen ihr Spiel so mit Glut und Charme zu füllen, daß es wenig sagt und doch nichts verschweigt.“
In Buchers Enzyklopädie des Films ist in Machatýs Biografie zu lesen: „Seine wirkliche Begabung lag auf dem Gebiet der stilvollen Erotik, deren Einsatz in Erotikon (1929) ihm viel Erfolg und Beachtung einbrachte. Stilistisch zeigt der Film russischen Einfluß im Wechsel von naturalistischen und symbolischen Sequenzen, und die internationale Besetzung mit der Jugoslawin Ita Rina reflektierte Machatýs kosmopolitische Einstellung (…) … die erotische Wirkung erreichte Machatý jedoch vor allem durch seine symbolische Bildsprache.“
Das große Personenlexikon des Films nannte den Film ein „künstlerisch eher dünnblütige(s) Melodram“ und konstatierte in der Biografie von Gustav Machatý: „‘Erotikon‘ war eine dezent umgesetzte Liebesgeschichte mit für damalige Zeiten gewagten ‘erotischen’ Kuß- und Zärtlichkeitsszenen.“
Heinrich Fraenkels Unsterblicher Film resümierte mit Blick auf die Bildfolge der viel diskutierten, intimen Kussszene: „Das Photo wurde in Deutschland von der Zensur zum Aushang nicht zugelassen, aber es will uns scheinen, daß echte leidenschaftliche Empfindung, wie sie hier im Spiel von Olaf Fjord und Ita Rina zum Ausdruck kommt, über jedes prüde Vorurteil erhaben ist. Nichts Menschliches sollte dem Versuch künstlerischer Gestaltung entzogen sein, sofern es ein starkes und wahres Gefühl ausdrückt und solange es nicht der Selbstzweck schlüpfriger Zweideutigkeit wird und dadurch den guten Geschmack verletzt.“
Georges Sadoul schrieb zu Machatý: „Machaty, der ein sehr fruchtbarer Künstler war, erlangte internationalen Ruhm mit zwei „gewagten“ Filmen: „Erotik“ und vor allem „Ekstase“ (…) Beide Filme sind einfache Ehebruchgeschichten, die eine ironisch, die andere tragisch; das Besondere an ihnen ist, daß sie nicht nach dem ersten Kuß der Liebenden enden und daß sie mit scharfer Milieubeobachtung gezeichnet sind: der Bahnhof in „Erotik“, die Landschaft in „Ekstase“. Die Liebesszenen sind kühn, aber nicht anstößig, und mit sehr gekonnter Drehtechnik und Photographie geformt.“
Auf film.at ist zu lesen: „Erotikon, die melodramatische Geschichte eines jungen Mädchens, das von seinem Verführer in Stich gelassen wird um später, als inzwischen verheiratete Frau, erneut von ihm umworben zu werden. Mit einem Minimum an Zwischentiteln fand Machatý zu einer subtilen Filmsprache, welche die Atmosphäre der Erotik, Verführung und Begierde durch eine Folge von symbolkräftigen Bildern und Überblendungen erzeugt.“